# Impulse (album Blindead)
Impulse – pierwszy minialbum polskiej grupy muzycznej Blindead. Wydawnictwo ukazało się 17 kwietnia 2009 roku nakładem wytwórni muzycznych Lou & Rocked Boys i Foreshadow. Nagrania zostały zarejestrowane, zmiksowane i zmasterowane w gdyńskim studiu Sound Great Promotion pomiędzy grudniem 2008 a marcem 2009 roku. Dodatkowe nagrania zostały zrealizowane w Room XII w Gdańsku.  

## Lista utworów
Opracowano na podstawie materiału źródłowego.
| Nr | Tytuł utworu     | Słowa     | Muzyka          | Długość |
| -- | ---------------- | --------- | --------------- | ------- |
| 1. | „Impulse”        | Zwoliński | Blindead        | 16:07   |
| 2. | „Between”        | Zwoliński | Hervy           | 05:16   |
| 3. | „Distant Earths” | Zwoliński | Blindead, Mojra | 10:06   |
|    |                  |           |                 | 31:29   |

## Twórcy
Opracowano na podstawie materiału źródłowego.
| - Patryk "Nick" Zwoliński – śpiew - Mateusz "Havoc" Śmierzchalski – gitara, produkcja muzyczna - Marek "Deadman" Zieliński – gitara, sample, produkcja muzyczna - Piotr "Zwierzak" Kawalerowski – gitara basowa | - Konrad Ciesielski – perkusja - Bartosz Hervy – keyboard, produkcja muzyczna, okładka - Magdalena Prońko – śpiew - Kuba Mańkowski – produkcja muzyczna |